# وزن بدن انسان

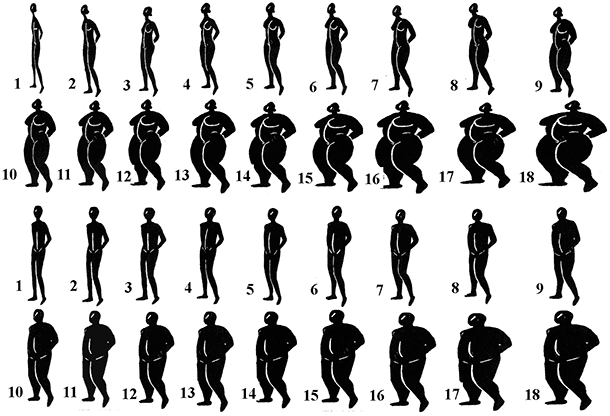
نمودار تمثیل‌وار وزن انسان

وزن بدن انسان عبارت است از مقدار جرم بدن یک فرد. وزن بدن انسان معمولاً در سراسر جهان با یکای کیلوگرم نشان داده می‌شود هرچند در ایالات متحده، یکای پوند و در انگلستان، یکای سنگ نیز رواج دارد. در حال حاضر اکثر بیمارستان‌ها حتی در ایالات متحده و انگلستان نیز از یکای کیلوگرم برای نشان دادن وزن انسان استفاده می‌کنند.
بدیهی است که برای اندازه‌گیری وزن بدن یک فرد باید پوشاک، کفش و زیورآلات وی را جدا کنیم تا مقدار دقیق وزن به دست بیاید، هرجند ممکن است عمل اندازه‌گیری وزن با این اقلام جانبی هم صورت گیرد. وزن بیش از حد یا کم‌وزنی به عنوان شاخصی برای تعیین سلامت فرد محسوب می‌شوند و همواره باید کنترل شوند.